# Ray-Ban
Ray-Ban è un marchio di occhiali da sole e da vista progettati per gli aviatori dalla Bausch & Lomb. 
È di proprietà del gruppo italiano Luxottica.

## Storia

### La nascita

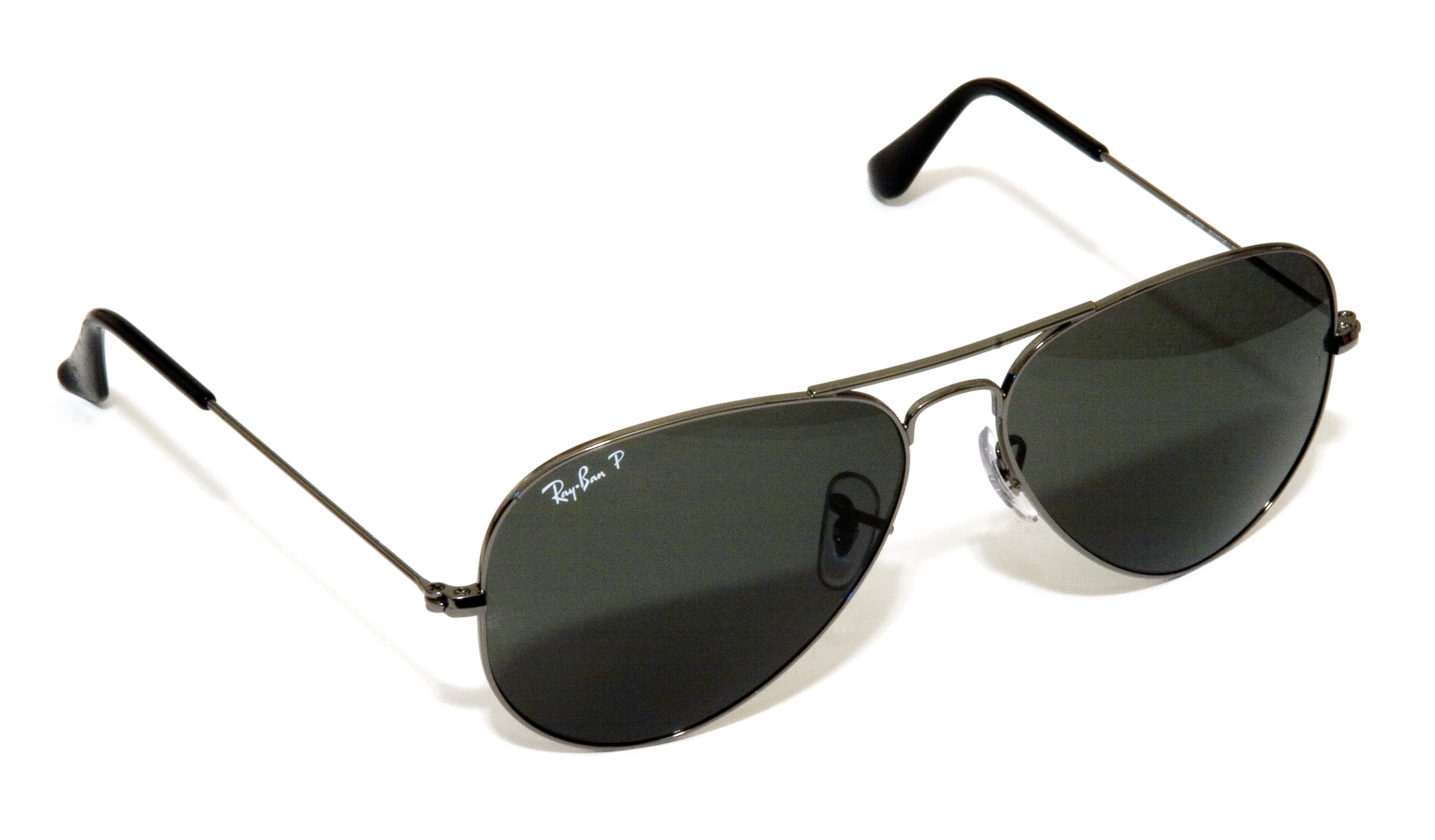
Ray-Ban Aviator

Il modello a goccia nasce agli inizi del 1920 dalla richiesta del Luogotenente Generale John MacCready, appassionato di traversate in pallone aerostatico. Dopo aver portato a termine una traversata dell'Atlantico che gli causò danni alla vista per l'assenza di un'adatta protezione agli occhi, egli contattò l'azienda statunitense d'ottica nata nel 1853, perché realizzasse un paio di occhiali altamente protettivi, panoramici ed eleganti per gli aviatori.
Quindi dopo un anno di progettazione, il brevetto venne finalmente depositato il 7 maggio 1937. Il prototipo fu chiamato inizialmente "Ray-Ban Anti-glare", cioè "che bandisce i raggi" e "Anti-glare", cioè "anti abbaglio".
Era un modello pensato essenzialmente per favorire gli aviatori in alta quota: infatti il design a goccia era stato creato per seguire perfettamente l'incavo dell'occhio.
Gli occhiali erano costituiti da una montatura degli occhiali leggerissima, circa 15 grammi, in lega placcata d'oro (Arista), con dei finali in plastica rigida trasparente e due lenti verdi in vetro minerale, più chiare delle orbite, per filtrare i raggi infrarossi e ultravioletti.
Durante la seconda guerra mondiale venne subito adottato dall'United States Air Force come dotazione per i piloti divenendo anche Bausch & Lomb l'unica fornitrice dell'esercito.
In seguito il modello "Ray-Ban anti-glare" venne ribattezzato "Ray-Ban Aviator" e il vetro delle lenti diventò più scuro; si parla della colorazione odierna, sviluppata nel 1953.

### I modelli successivi al 1937
Poco dopo (1939) arrivarono gli "Skeet Glass", poi ribattezzati "Outdoorsman", con un ponte parasudore (creati per gli appassionati di caccia, tiro e pesca) e gli "Shooter" (1938) con un cerchietto al centro delle due lenti usato come portasigaretta per lasciare al tiratore le mani libere. Era disponibile con lenti verdi RB3 o giallo chiaro "Kalichrome", ideali in condizioni di foschia.
I modelli "Outdoorsman" e "Shooter" hanno le stanghette laterali dette "a riccio" che terminano con una parte semimolle piegata verso il basso a oltre 180°. Negli anni '40 venne brevettata anche la “gradient mirror lens” cioè una lente sfumata innovativa, in grado di abbinare una grande protezione dalla luce con una maggiore messa a fuoco degli oggetti.

### Gli anni '50

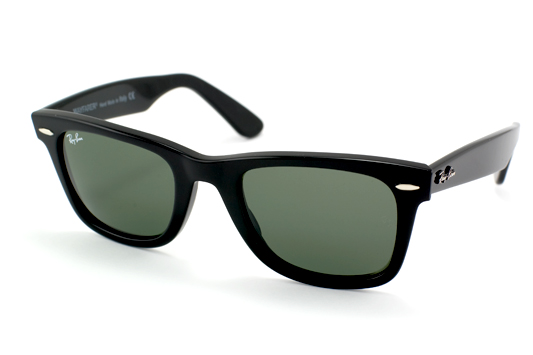
Ray-Ban Wayfarer

Gli anni '50 del boom cinematografico, videro i Ray-Ban salire sulle luci della ribalta e debuttare da protagonisti a Hollywood. Occhiali a goccia schermarono e resero più affascinanti molti divi di Hollywood. È nel 1952 che nasce il modello "Wayfarer" (contrariamente a quanto molti credono non è invece un Wayfarer l'occhiale visto in Colazione da Tiffany (film), bensì un modello simile prodotto dalla Persol). Nel 1953 viene brevettata la lente G15 e nel 1957 nasce il quarto modello in metallo, il "Caravan", caratterizzato dalle lenti squadrate, in alternativa a quelle a goccia dell'Aviator.

### Gli anni '60
Gli anni '60 sono gli anni del rock e della rivoluzione. In questo periodo (1962) iniziano ad essere prodotte nuove lenti "impact resistant" e nel 1969 il catalogo raggiungeva i 50 modelli. Inoltre si sviluppano montature femminili in plastica molto spessa e dalle dimensioni molto ampie, ben oltre l'ovale del viso. Nel 1968 nascono i Ray-Ban "Balorama", indossati da Clint Eastwood nel 1971 in Ispettore Callaghan: il caso Scorpio è tuo!

### Gli anni '70
Negli anni '70 il mito non termina. Nel 1974 vengono introdotte le lenti fotocromatiche "Ambermatic", utili per gli sport invernali perché in grado di filtrare la luce più intensa. I Ray-Ban compaiono anche nei telefilm. Ogni Ray-Ban di quel periodo, compreso l'"Aviator", aveva dei finali in plastica semirigida che si avvolgevano intorno all'orecchio, come gli "Outdoorsman" e gli "Shooter" degli anni '40.

### Gli anni '80
Negli anni '80 i "Ray-Ban" sono legati da un altro denominatore comune: l'enorme successo del film Top Gun, del 1986 condusse ad un aumento di vendite del quaranta per cento degli occhiali da sole "Ray-Ban Aviator" e "Caravan".
Infine questo è il periodo in cui viene lanciata la serie "Wings", con la lente a mascherina.

### Gli anni '90
I Ray-Ban continuarono ad essere usati nei film come i "Clubmaster", indossati da Denzel Washington in Malcolm X (film) (1992) e Tim Roth in Le iene (film) (1992). Nel 1997 il modello "Predator" è l'occhiale usato nel film Men in Black (film 1997). Infine nel 1998 il modello "Shooter" fu indossato da Johnny Depp in Paura e delirio a Las Vegas.
Nel 1999 la Ray-Ban fu acquisita dal Gruppo Luxottica per 625 milioni di dollari.

### 2000-presente
Il 20 Settembre 2020, il CEO di Meta Mark Zuckerberg annunciò la collaborazione con la holding multinazionale italo-francese EssilorLuxottica per la realizzazione di un nuovo modello di "smart glasses" ispirato alle linee più iconiche del marchio "Ray-Ban". 1 anno dopo, il 9 Settembre 2021, vengono messi in commercio i "Ray-Ban Stories" , poi successivamente rivisitati e rinominati in "Ray-Ban Meta" .
Questo modello di occhiali permette a chi li indossa di registrare brevi clip in formato verticale o di acquisire foto tramite le apposite telecamere che riprendono il punto di vista della persona; tramite l'app Meta View (disponibile solo su dispositivi mobili) è possibile scaricare le clip e/o le foto sulla memoria personale del dispositivo o di condividerle direttamente sui vari social di Meta (come Instagram e/o Facebook). Inoltre, nel 2024 sono state incluse le funzioni di intelligenza artificiale proprietarie della big tech statunitense nel firmware degli occhiali, a cui l'utente può chiedere informazioni generiche o informazioni specifiche per ciò che si vede davanti (tranne per gli utenti europei) ed ottenere risposta dalle casse degli occhiali. I modelli rivisitati sono gli "Headliner", gli "Skyler" e i classici Wayfarer.
I Ray-Ban Meta hanno superato le aspettative di vendita originali, arrivando a circa 2 milioni di esemplari venduti rendendo i Ray-Ban Meta un prodotto di successo nella loro categoria.

## Modelli più conosciuti
- Aviator
- Outdoorsman
- Wayfarer
- Caravan
- Shooter
- Clubmaster

## Utilizzo nella cultura di massa
- Michael Jackson ha portato i Ray-Ban modelli "Aviator", "Wings" e "Wayfarer" in diverse sue apparizioni tra il 1982 e il 2009 rendendoli popolari ancora prima che diventassero famosi[10] e tramutandoli in uno dei suoi marchi di fabbrica[11], come per esempio il modello "Wings" nell'era di Thriller (1982 - 1986), i "Wayfarer" nel periodo di Bad (1987-1990)[12], gli "Aviator" modello "Mirror" nei tour mondiali di Dangerous e HIStory (1992 - 1997) e sempre gli "Aviator" nelle ultime apparizioni incluse le prove per This Is It (2009).[13]
- Nella serie TV Miami Vice l'attore Don Johnson indossa il modello Wayfarer.
- Nel film Cobra del 1986 l'attore Sylvester Stallone indossa il modello 3030 Outdoorsman.
- Il generale Douglas MacArthur soleva spesso indossare il modello Aviator.

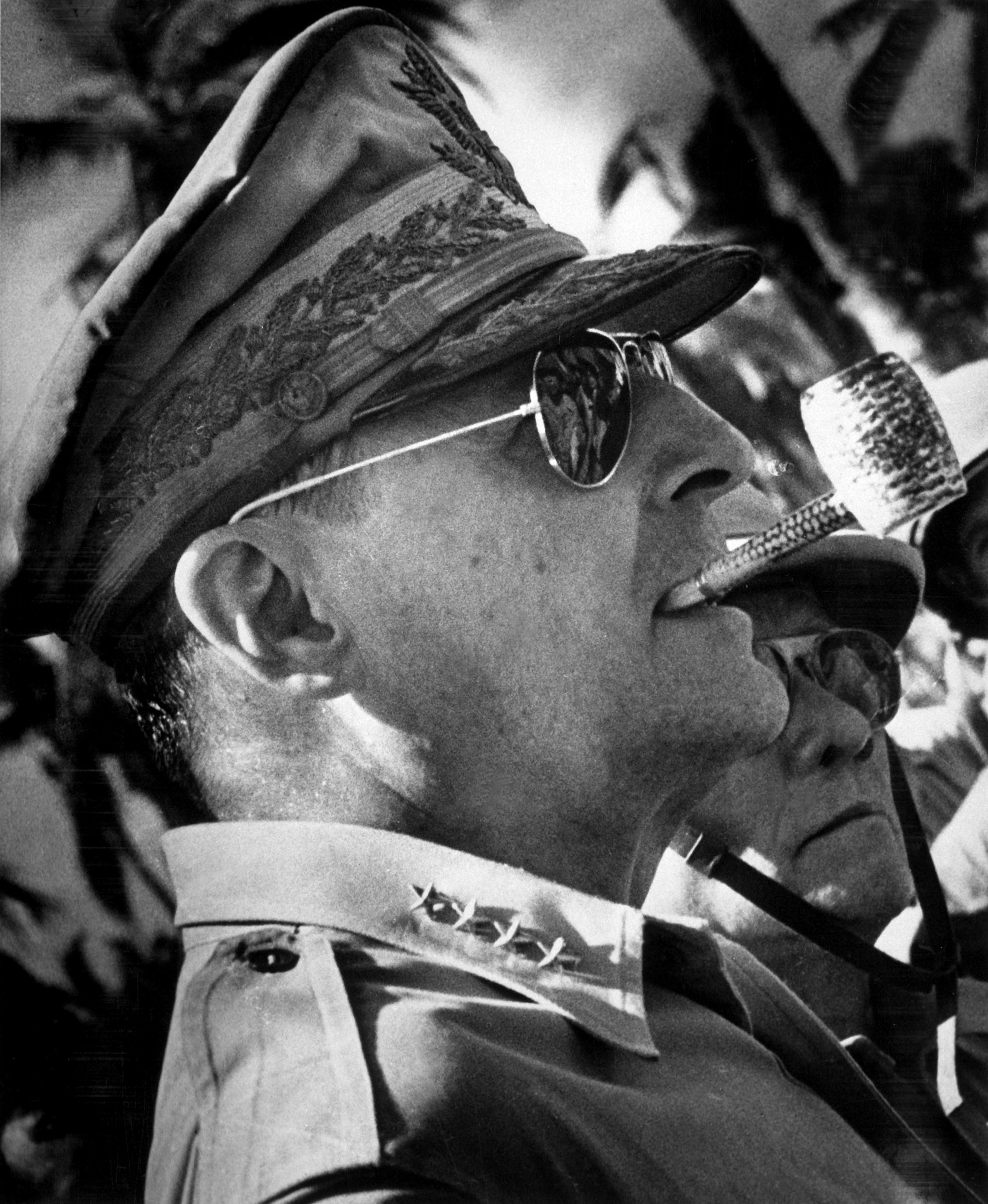
Il generale Douglas MacArthur indossa il modello Ray Ban Aviator

- Il generale Douglas MacArthur indossa il modello Ray Ban AviatorNel film The Blues Brothers, John Belushi e Dan Aykroyd indossano il modello Wayfarer 5022, ripreso successivamente da Quentin Tarantino per i personaggi del film Le iene, da lui diretto; nella famosa scena iniziale al rallentatore, l'attore Tim Roth indossa dei Clubmaster.
- Nel film Top Gun, Tom Cruise indossa il modello Aviator, Anthony Edwards quello Caravan.
- Nel film Paura e delirio a Las Vegas, Johnny Depp usa un modello "Shooter" con lenti gialle "Kalicrome C"
- Jack Nicholson ha sempre e solo indossato occhiali Ray-Ban, in particolare il modello Wayfarer.
- Negli anni 2004-2005 Ray-Ban sponsorizza la scuderia BAR in Formula 1 e compare in molti cartelloni degli sponsor della Juventus. Dal 2016 è uno dei principali sponsor della Scuderia Ferrari in Formula 1, con il logo visibilmente in mostra sulle pance laterali delle monoposto del Cavallino.
- Antonello Venditti da più di 40 anni indossa sempre montature Ray-Ban.
- Johnny Knoxville nel film Hazzard utilizza un paio di Ray-Ban Aviator.
- L'attore americano Tom Sizemore usa dei New Wayfarer nel film Sorvegliato speciale.
- Nel film Men in black gli attori Will Smith e Tommy Lee Jones indossano il modello "Predator".
- In alcuni film della serie "l'Ispettore Callaghan" l'attore Clint Eastwood indossa il modello "Balorama".
- Nel telefilm Gossip Girl, Chuck Bass usa spesso dei New Wayfarer di colore nero.
- Rod Steiger nel film del 1967 "La calda notte dell'ispettore Tibbs" (In the Heat of the Night), indossava i Ray Ban modello Shooter con lenti gialle, oggi non più prodotto.